# 日本列島 (映画)
『日本列島』（にっぽんれっとう）は、1965年5月26日に公開された日活制作のモノクロ、社会派サスペンス映画である。監督は熊井啓、吉原公一郎の『小説日本列島』を映画化したものである。
この作品で熊井啓は、日本映画監督協会新人賞、第39回キネマ旬報ベスト・テン日本映画第3位・脚本賞、映画サークル勤労者協議会ミリオンパール賞ベストテン第1位、第16回ブルーリボン賞新人賞、NHK映画賞最優秀新人監督賞を受賞した。またモスクワ国際映画祭にも出品された作品である。

## あらすじ

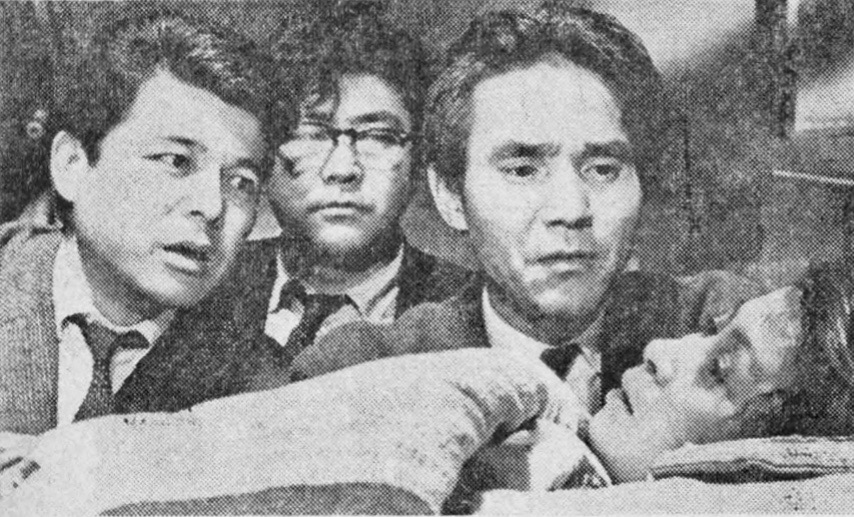
二谷英明、宇野重吉

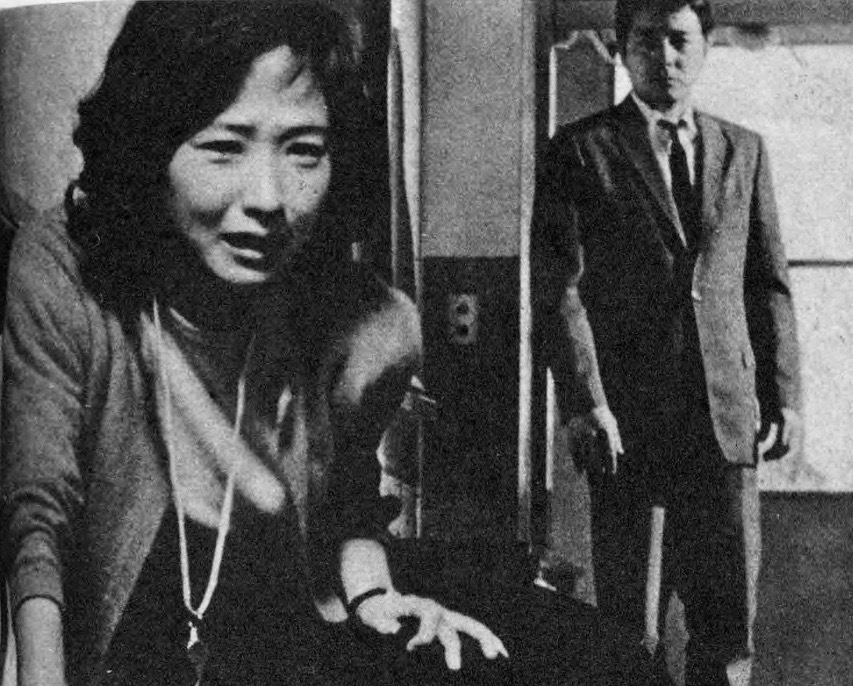
芦川いづみ、二谷英明

1959年。埼玉県にあるキャンプ・スコットの陸軍憲兵司令部（CID）で通訳主任として勤務する秋山は、ポラック中尉から前年に発生したリミット曹長変死事件の再調査を命じられる。CIDは在日米軍の兵士や軍属による犯罪調査を担う私服刑事部である。東京湾に浮かんだ曹長の死体は日本側による反対にもかかわらず、解剖を待たずに米軍側に引き渡されたうえ、本国に送られてしまっていた。
秋山は横浜に曹長の「奥さん」だった小林厚子を訪ねる。偶然にも彼女はかつての教え子であり、重い病を患っていた。再調査をかぎつけた新聞記者２人とともに厚子を再訪するものの、厚子は曹長が生前「カラサワに狙われている」と言っていたと告げ、また「ザンベル」と言い残して絶命してしまう。その夜、厚子の亡骸を横にして秋山は妻が被害者となった「もみ消された」殺人事件について記者原島に語り始める。そして原島はリミット曹長事件を自分たちで解決しようと提案する。
本格的に調査を開始した秋山と記者２人は、紙幣の偽造に使われたという印刷機を足掛かりにしようとする。記者が「ザンベル」がこの印刷機の名称であり、戦後間もなくMPによって印刷工場から没収されたこと、リミット曹長もザンベルについてたずねるために同じ印刷工場を訪れていたことを知る一方、秋山の調査によってザンベルを操作していた伊集院が戦後、米軍関係者と思われる者たちに連れ去れ、さらにその誘拐を他言するなと家族に忠告した人物が占領期にキャロウェイ機関と関係のあった涸沢英三郎であることが明らかになる。涸沢は占領期、スパイ活動に必要な資金を麻薬取引や紙幣偽造などで得ていた。
調べを進めていくうち、秋山は伊集院がまだ沖縄で生存していることを確信する。そしてリミット曹長が占領期の終了後も残るスパイ機関の麻薬ルートや紙幣偽造のからくりを探るために香港そして沖縄へ渡航していたことがわかる。闇が深まる中、秋山はポラック中尉に調査の打ち切りを命じられる。打ち切りの理由は告げられなかった。そして犠牲者は増えていった。
伊集院元少佐だと思われる中国名の人物に会ったという情報を得て、秋山は沖縄へと飛ぶが……。

## 配役
- 宇野重吉 : 秋山
- 二谷英明 : 原島
- 芦川いづみ : 伊集院和子
- 庄司永建 : 川北
- 木村不時子 : 小林厚子
- 紅沢葉子 : とよおばさん
- 西原泰子 : 椎名加代子
- 北林谷栄 : 佐々木菊子
- 大滝秀治 : 涸沢
- 日野道夫 :生沢
- 内藤武敏 : 日高
- 下元勉 : 警視総監
- 長弘 : 捜査一課長
- 雪丘恵介 : 捜査三課長
- ハロルド・コンウェイ : Ｋ・ロベルト
- Ｓ・ウインガー : ブルノー・ボードワン
- ガンター・ブラウン : ルイス・サミエル
- ガンター・スミス : Ｊ・ポラック中尉
- Ｆ・ブルノー : スペンサー大尉
- チャーリー・プライスン : Ｅ・リミット曹長
- 佐々木すみ江 : 栄子
- 長尾敏之助 : 伊集院元少佐
- 加藤洋美 : 佐々木の長女
- 二階堂郁夫 : 佐々木の長男
- 伊藤寿章 : サミエルの弁護士
- 中山次夫 : 夏夫
- 相原ふさ子 : 和子
- 武藤章生 : 宮川
- 佐野浅夫 : 佐々木
- 加藤嘉 : 刑事部長
- 鈴木瑞穂 : 黒崎

## スタッフ
- 監督 ： 熊井啓
- 脚本 ： 熊井啓
- 企画 ： 大塚和
- 音楽 ： 伊福部昭
- 撮影 : 姫田真佐久
- 編集 : 丹治睦夫
- ナレーター : 北村和夫

## 同時上映
- 『夜明けのうた』